# Калахан (Вирџинија)
Калахан (енгл. Callaghan) насељено је место без административног статуса у америчкој савезној држави Вирџинија.

## Демографија
По попису из 2010. године број становника је 348.
| Група             | 2000.    | 2010.       |
| Белци             | 0 (0,0%) | 312 (89,7%) |
| Афроамериканци    | 0 (0,0%) | 30 (8,6%)   |
| Азијати           | 0 (0,0%) | 0 (0,0%)    |
| Хиспаноамериканци | 0 (0,0%) | 3 (0,9%)    |
| Укупно            | 0        | 348         |